# Меляков, Игорь Викторович
Игорь Викторович Меляков (род. 23 декабря 1976, Липецк) — российский хоккеист, нападающий. тренер.

## Биография
Уроженец Липецка. Выступал за команды «Торпедо» Ярославль (193/94 — 1996/97), «Торпедо» НН (1996/97 — 2000/01, 2003/04 — 2004/05, 2006/07 — 2007/08), «Липецк» (2001/02), «Химик» Воскресенск (2002/03), «Металлург» Новокузнецк (2005/06 — 2008/07), «Зауралье» Курган (2007/08 — 2008/09), «Титан» Клин (2009/10 — 2010/11)
Серебряный призёр юниорского чемпионата Европы 1994 года. Серебряный призёр молодёжного чемпионата мира 1995 года, бронзовый призёр молодёжного чемпионата мира 1996 года.
Тренер в школе «Локомотив-2004» Ярославль (2012—2016). Главный тренер команды НМХЛ «Локо-Юниор» (2016/17 — 2018/19). Главный тренер (2019/20), тренер (2020/21 — 2021/22), и. о. главного тренера (2021/22, с 19 января) команды МХЛ «Локо». С сезона 2022/23 — главный тренер команды «Локомотив-2004».
Сын Кирилл (род. 1997) также хоккеист.